# Краснофлотское сельское поселение (Крым)
Краснофлотское се́льское поселе́ние (укр. Краснофлотське сільське поселення, крымскотат. Кайнаш кой юрту) — муниципальное образование в северной части Советского района Республики Крым России.
Административный центр — село Краснофлотское.

## География
Находится в степной зоне Крыма, в долинах рек Восточный Булганак и Мокрый Индол.

## Население
| 2001  | 2014  | 2015  | 2016  | 2017  | 2018  | 2019  |
| ----- | ----- | ----- | ----- | ----- | ----- | ----- |
| 2305  | ↘2230 | ↗2232 | ↗2248 | ↘2217 | ↘2211 | ↘2205 |
| 2020  | 2021  |       |       |       |       |       |
| ↗2215 | ↗2260 |       |       |       |       |       |

## Состав сельского поселения
| № | Населённый пункт | Тип населённого пункта       | Население |
| - | ---------------- | ---------------------------- | --------- |
| 1 | Краснофлотское   | село, административный центр | ↘1143     |
| 2 | Варваровка       | село                         | ↗595      |
| 3 | Лебединка        | село                         | ↘64       |
| 4 | Марково          | село                         | ↘428      |

## История
В 1923 году был образован Краснофлотский сельский совет.
Статус и границы Краснофлотского сельского поселения установлены Законом Республики Крым от 5 июня 2014 года № 15-ЗРК «Об установлении границ муниципальных образований и статусе муниципальных образований в Республике Крым».